# Filmfabrik Wolfen

ORWO Logo

Die Filmfabrik Wolfen in Wolfen, Sachsen-Anhalt (jetzt Bitterfeld-Wolfen, Landkreis Anhalt-Bitterfeld) wurde 1909 von dem auf Fotochemie spezialisierten Berliner Unternehmen Agfa gegründet. Nach 1945 hatte die Filmfabrik – seit 1964 unter der Marke ORWO (Akronym aus Original Wolfen) – das Monopol auf die Filmherstellung in der DDR. Neben Filmen für die Fotografie wurden Kinofilme, Reprografie- und Röntgenfilmmaterial, technische Filme und Platten sowie Magnetbänder hergestellt.
Das Warenzeichen ORWO wird weiterhin von mehreren Unternehmen für fotografische Produkte genutzt.

## Geschichte
Zur Geschichte der Agfa AG siehe auch: Agfa

### 1909 bis 1945

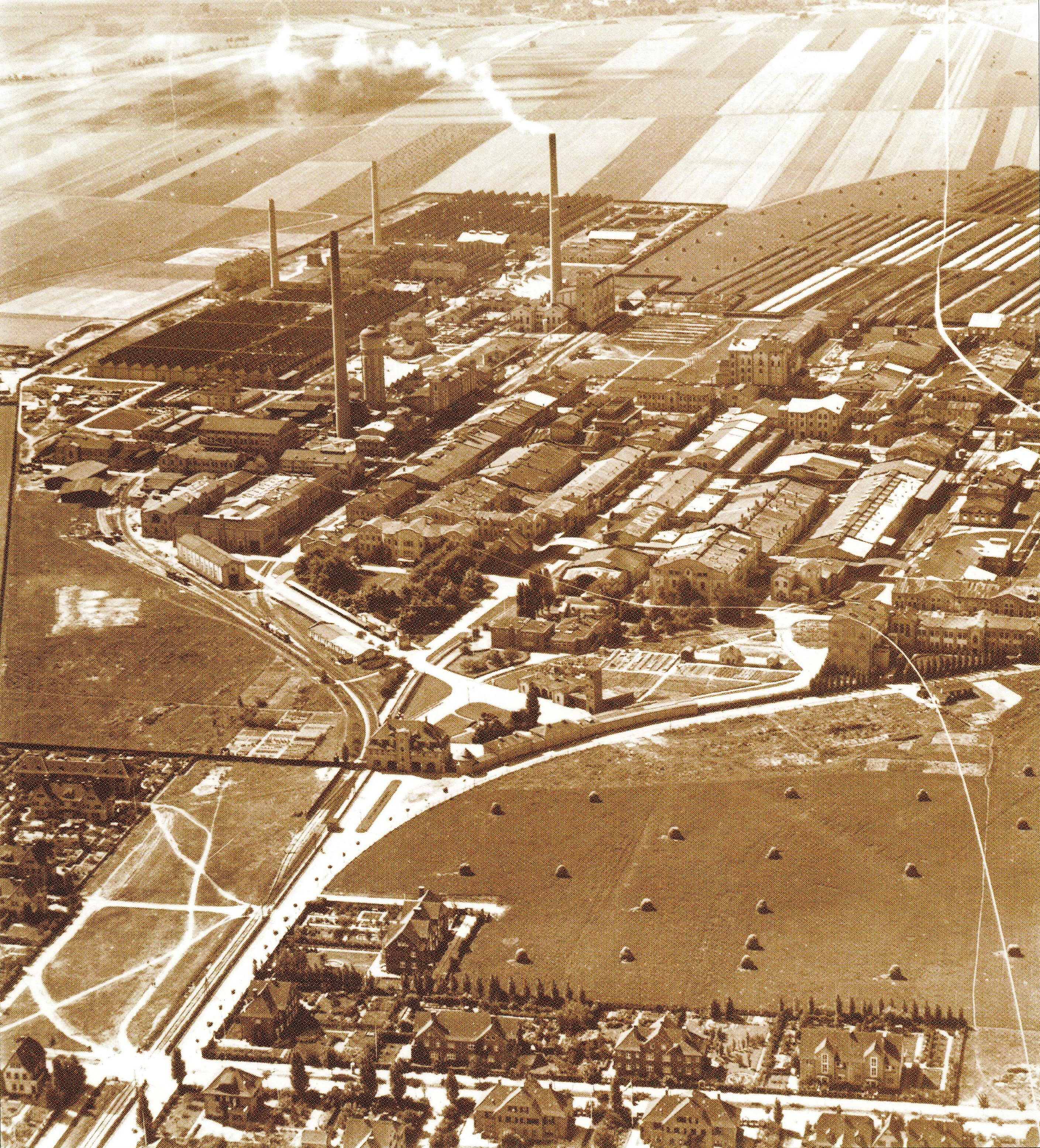
Agfa-Filmfabrik Wolfen 1929

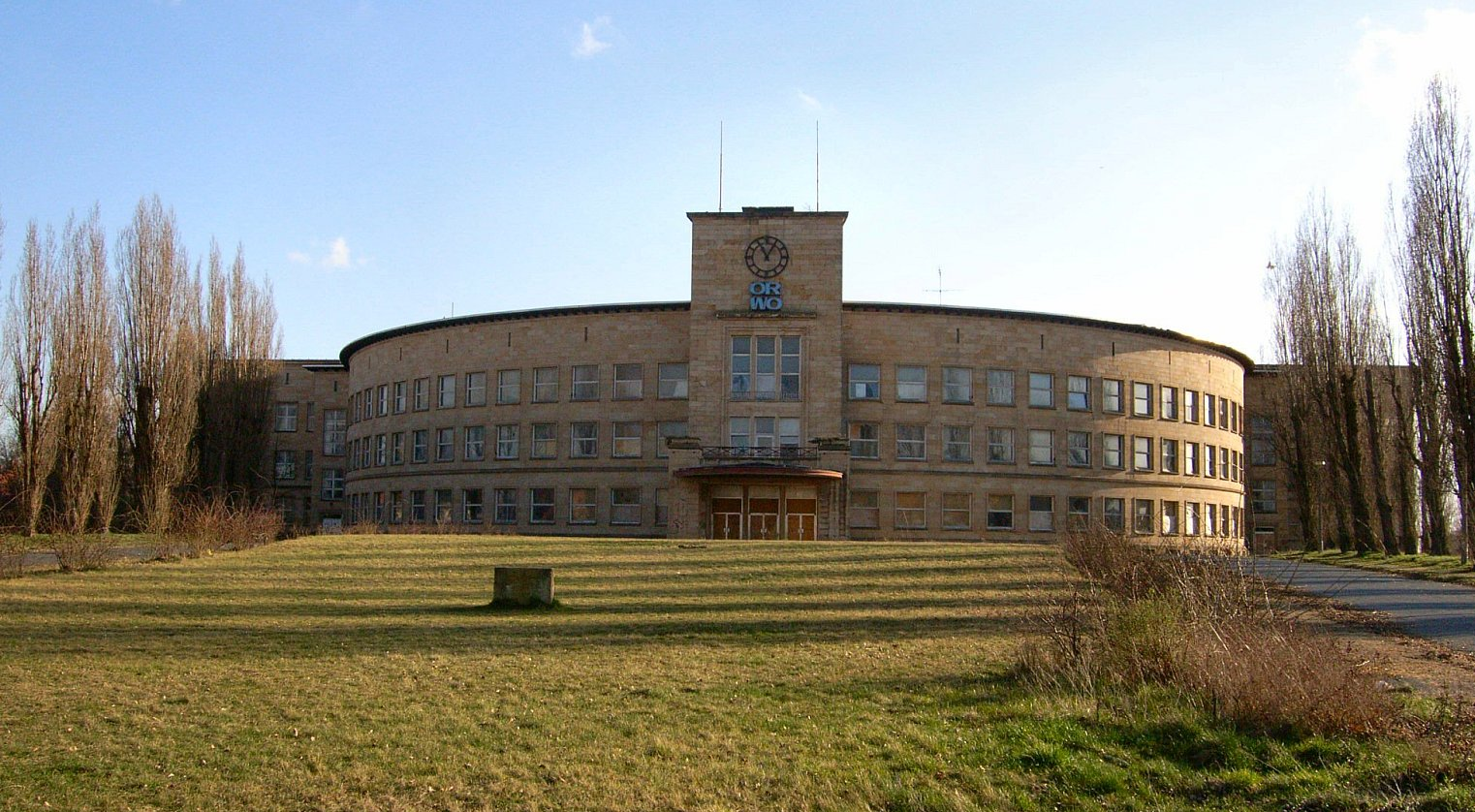
Gebäude 041: Ehemaliges Verwaltungsgebäude

Die Filmfabrik Wolfen gehörte seit ihrer Gründung im Jahr 1909 zur Aktien-Gesellschaft für Anilin-Fabrikation (Agfa) und war damit ab 1925 Teil der I.G. Farben. Die Agfa-Filmfabrik Wolfen wurde 1929 innerhalb der I.G. Farben Leitbetrieb der Sparte III und war damit verantwortlich für das Agfa Camerawerk München, das Fotopapierwerk Wiesdorf sowie die Faserwerke Wolfen, Premnitz und Landsberg an der Warthe.
1936 stellte die Filmfabrik Wolfen den ersten praktikablen Mehrschichtenfarbfilm der Welt her, den Agfacolor Neu, für dessen Entwicklung Gustav Wilmanns, Wilhelm Schneider und John Eggert verantwortlich zeichneten. Im gleichen Jahr wurde in Wolfen mit Mitteln des Deutschen Reichs das zu diesem Zeitpunkt größte Faserwerk der Welt errichtet. Dort wurde auf Basis des einheimischen Rohstoffs Holz Cellulose hergestellt, die dann zu synthetischen Fasern weiterverarbeitet wurde. Bekannteste Kunstfaser dieser Zeit aus Wolfen war Vistra. Der Autor Hans Dominik schrieb im Rahmen einer Werbekampagne für das neue Produkt das Buch „Vistra, das weiße Gold Deutschlands“. 1943 nahm die Filmfabrik Wolfen die Magnetbandproduktion auf, die aus technischen Gründen von der BASF in Ludwigshafen am Rhein nach Wolfen verlegt wurde.
Im Mai 1943 wurden 250 weibliche KZ-Gefangene aus dem zentralen Frauen-KZ Ravensbrück in das neu errichtete KZ-Außenlager Wolfen der I.G. Farbenindustrie AG Filmfabrik verlegt.

### Kriegsende und Nachkriegszeit

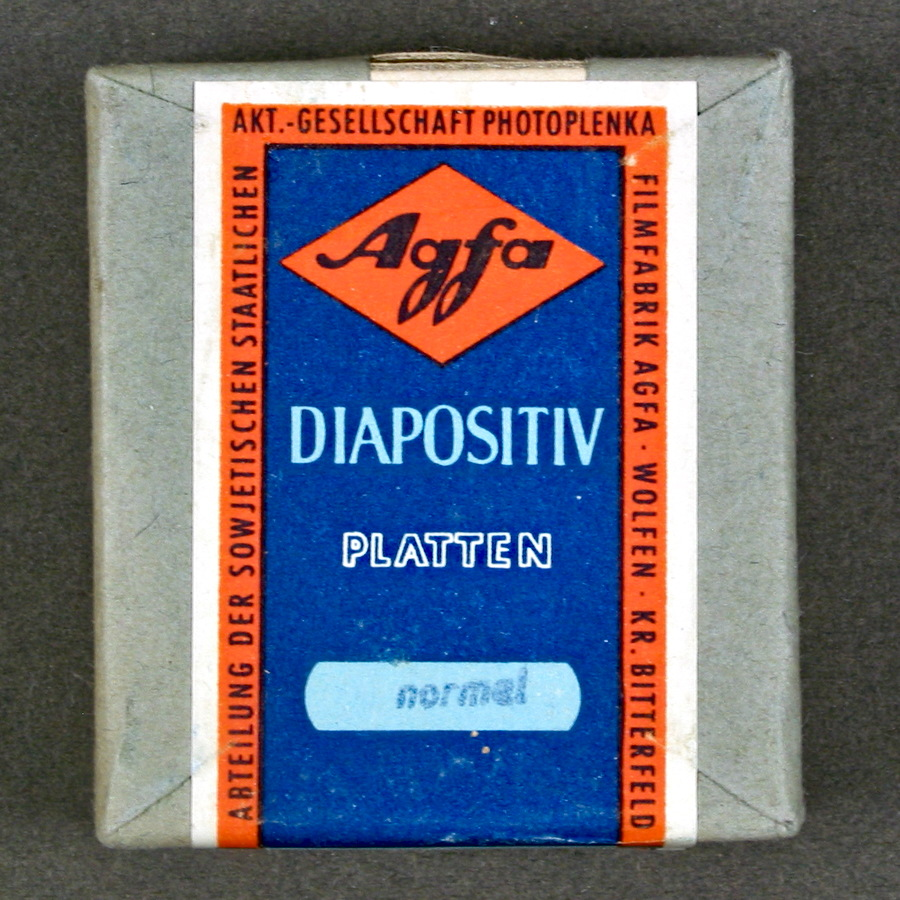
Agfa / Photoplenka Diapositiv Platten

Am 20. April 1945 wurde die Filmfabrik durch die US-Streitkräfte übernommen. Es folgte eine systematische Durchsicht durch US-amerikanische und britische Experten. Bis zum 1. Juli 1945 (dem Tag des durch die Alliierten vereinbarten Besatzungswechsels an die Rote Armee der Sowjetunion) wurden wichtige Dokumente wie Patentschriften, Rezepte, Direktionsakten und Forschungstagebücher, Spezialchemikalien und Edelmetalle beschlagnahmt. Das auf diese Weise gewonnene Fachwissen wurde der US-amerikanischen fotochemischen Industrie zur Verfügung gestellt. Wenige Jahre später bot Eastman Kodak einen Farbfilm an, der auf dem Wolfener Verfahren basierte. Paul Esselmann wurde Leiter der Filmfabrik. Per SMAD-Befehl Nr. 156 vom 22. Juli 1946 ging die Filmfabrik Wolfen in sowjetisches Eigentum über und wurde der Sowjetischen Aktiengesellschaft (SAG) „Mineral-Düngemittel“ zugeordnet. Viele Mitarbeiter verließen die Sowjetische Besatzungszone in Richtung Westen, um sich in den dortigen Agfa-Betrieben eine berufliche Zukunft zu suchen. In Wolfen begann 1946 die von der SMAD angeordnete Demontage bei gleichzeitiger Beschlagnahme der Produktion aus Reparationsgründen. 50 % der Produktionsanlagen zur Herstellung des Farbfilms wurden demontiert und nach Schostka in der Ukraine verbracht, um dort das Farbfilmwerk Nr. 1 der Sowjetunion zu errichten. Hierzu wurden Ingenieure und Meister aus Wolfen verpflichtet, die z. T. mit ihren Familien in die Sowjetunion reisten, um dort die Montage und das Anfahren der Produktion zu übernehmen.

### Die Filmfabrik in der DDR

Fotopapier, hergestellt im Kombinatsbetrieb VEB Fotopapierwerk Dresden

Später erfolgte eine Einordnung in die SAG „Photoplenka“, in der sich die gesamte sowjetische Rohfilmindustrie befand. Zum 31. Dezember 1953 wurde die Filmfabrik aus der SAG entlassen und firmierte nun als VEB Film- und Chemiefaserwerk Agfa Wolfen. Das 1958 von der DDR-Regierung beschlossene Chemieprogramm brachte für Wolfen einen Ausbau der Film- und eine Reduzierung der Fasersparte. Im selben Jahr wurde Wolfen Mitglied in der neu gegründeten Vereinigung Volkseigener Betriebe (VVB) Chemiefaser und Fotochemie.
Obwohl die Agfa-Leitung vor Kriegsende alle wichtigen Patente nach Leverkusen übertragen hatte, bereitete der Leverkusener Agfa das ostdeutsche Pendant große Probleme: Die Filmfabrik Wolfen verkaufte ihre Produkte ebenfalls mit dem Agfa-Markenzeichen, was die Kunden verwirrte. Zunächst stellte sich die ostdeutsche Seite auf den Standpunkt, Rechtsnachfolger der Agfa zu sein. Vor Gericht hatte diese Strategie jedoch keine Chance, weil eine Sowjetische Aktiengesellschaft kein Nachfolger sein konnte. Überraschenderweise bestand die Regierung der DDR später jedoch nicht darauf, am Markennamen Agfa festzuhalten. Sie war vielmehr der Meinung, die Produkte aus sozialistischer Fertigung seien von solch hoher Qualität, dass sie nicht eines großen Namens bedürften, um Absatz zu finden. In Wolfen wollte man dennoch nicht auf den Namen verzichten. Ohne eine Einigung bestand jedoch die Gefahr, dass die Rechte an einen Dritten fielen. So kam es 1956 zu einem Warenzeichen-Abkommen, das bis 1964 gelten sollte. Demnach durfte die Filmfabrik Wolfen den Markennamen im Rat für gegenseitige Wirtschaftshilfe (RGW) und in befreundeten Ländern wie Indien benutzen, Leverkusen in der restlichen Welt mit Ausnahme von Frankreich und Jugoslawien. Über diese beiden Länder sollte ein internationales Gericht entscheiden. Dennoch gelangten immer wieder ostdeutsche Agfa-Produkte auf die westdeutschen Märkte. 1964 erfolgte die Warenzeichenumstellung von Agfa auf ORWO, um sich deutlich von der westdeutschen Agfa, seit 1964 Agfa-Gevaert, abzugrenzen.
Mit der Gründung des VEB Fotochemisches Kombinat Wolfen im Jahr 1970 wurde die Filmfabrik Wolfen dessen Stammbetrieb. Gründungsmitglieder des neuen Kombinates waren die Fotopapierwerke Dresden, Fotopapierwerke Wernigerode, Gelatinewerke Calbe, Fotochemische Werke Berlin und das Lichtpausenwerk Berlin.
Wie in vielen anderen Betrieben der Chemieindustrie der DDR setzte auch die Filmfabrik Wolfen Zwangsarbeitende zur Erfüllung des Wirtschaftsplans ein. Seit den späten 1970er Jahren mussten sowohl jugendliche als auch erwachsene Häftlinge der Strafanstalt Dessau und des Jugendhauses Dessau in der Film- und Faserproduktion Zwangsarbeit leisten, z. B. für Arbeiten wie das Rollen von Filmrollen. Von den Inhaftierten wurde im Vergleich zu den regulären Mitarbeiterinnen und Mitarbeitern die doppelte Arbeitsleistung gefordert, teils mussten sie in 12-Stunden-Schichten arbeiten. Zudem erhielten die Zwangsarbeitenden im Betrieb ungenügende gesundheitliche Versorgung, Kontakt untereinander und zum Wachpersonal der jeweiligen Fabrik wurde strikt unterbunden. Schätzungen zufolge wurden zeitweise bis zu 1500 Zwangsarbeitende beschäftigt.

### 1990 bis 1998
Nach der Wende 1990 wurde das Fotochemische Kombinat aufgelöst und der Wolfener Stammbetrieb zum 13. Juni 1990 in die Filmfabrik Wolfen AG umgewandelt. Deren gesamtes Aktienkapital in Höhe von 230 Mio. DM hielt die Treuhandanstalt. Es folgte 1992 eine Aufspaltung der Filmfabrik Wolfen AG in die Wolfener Vermögensverwaltungsgesellschaft AG und die Filmfabrik Wolfen GmbH. Die Privatisierung der Filmfabrik Wolfen GmbH scheiterte. 1994 wurde die Liquidation des Unternehmens eingeleitet. Neuer Eigentümer der Liquidationsmasse der Filmfabrik Wolfen GmbH wurde im Herbst 1994 der Fotoindustrielle Heinrich Manderman. Er gründete die ORWO AG, die jedoch im November 1997 ebenfalls insolvent wurde. Teile der Filmfabrik strukturierten sich daraufhin 1998 neu.
Andere weiterbestehende Betriebsteile sind die Feinchemiehersteller Organica Feinchemie GmbH Wolfen, Synthetica, FEW Chemicals GmbH, die Folienwerk Wolfen GmbH als Zulieferer für die optische, Elektronik- und Filmindustrie und die Spezialmechanikfirma MABA.

### ORWO heute
Die Marke überlebte die Wende zwar nur in eingeschränkter Form, dafür aber bis heute. Neben der ORWO Net AG besitzt und nutzt die Filmotec GmbH Mitbenutzungsrechte für das Warenzeichen ORWO.
Die ORWO Media GmbH stieg in die digitale Fotodienstleistungsbranche ein. Die Herstellung chemischer Farbfilme hingegen wurde eingestellt. Am 25. September 2002 wurde die ORWO Net GmbH gegründet. Sie übernahm am 1. Oktober 2003 das operative Geschäft der Vorgängergesellschaften (PixelNet AG und deren Tochter ORWO Media GmbH) im Fotodienstleistungsbereich und hat die Markenzeichen ORWO und PixelNet erworben. Nach der Übertragung der Anteile auf drei GmbH (2004) wurde 2005 das Stammkapital auf 250.000 Euro erhöht. Die ORWO Net AG wurde durch Einbringung der Anteile der ORWO Net GmbH am 2. Oktober 2007 gegründet. Am 27. November 2009 erwarb die ORWO Net AG die Vermögenswerte der insolventen Foto Quelle GmbH, darunter die Marken „Foto Quelle“ sowie „Revue“. ORWO Net kooperierte bereits seit 2005 mit Foto Quelle. 2014 waren mehr als 300 Mitarbeiter bei ORWO Net beschäftigt. 2018 erwarb die ORWO Net AG das Onlinegeschäft von Photo Dose aus Bremen. 2023 vereinte die Firma die B2C-Marken PixelNet, Foto Quelle und myFOTO zu der Hausmarke ORWO und vertreibt seitdem darunter Fotoprodukte für Endkunden.
Die Herstellung von Filmmaterialien erfolgt seit 1998 durch die Filmotec GmbH. Produziert werden im Chemiepark Bitterfeld-Wolfen technische Filme (wie Duplikatfilme, Kopierfilme, Tonnegativfilme, Leaderfilme, Überwachungsmaterialien und Holografiefilme) sowie schwarzweiße Aufnahmefilme. Die FilmoTec GmbH wurde 2020 gemeinsam mit dem Unternehmen InnovisCoat GmbH, welches die Beschichtung der Filme für FilmoTec durchführt, von der Investorengruppe Seal 1818 GmbH übernommen. Damit sind die Nachfolgeunternehmen der durch die deutsche Teilung entstandenen Unternehmen Agfa Leverkusen (Westdeutschland) und Agfa/ORWO Wolfen (Ostdeutschland) wieder unter einem Unternehmen vereint.

#### Neue Kleinbildfilme

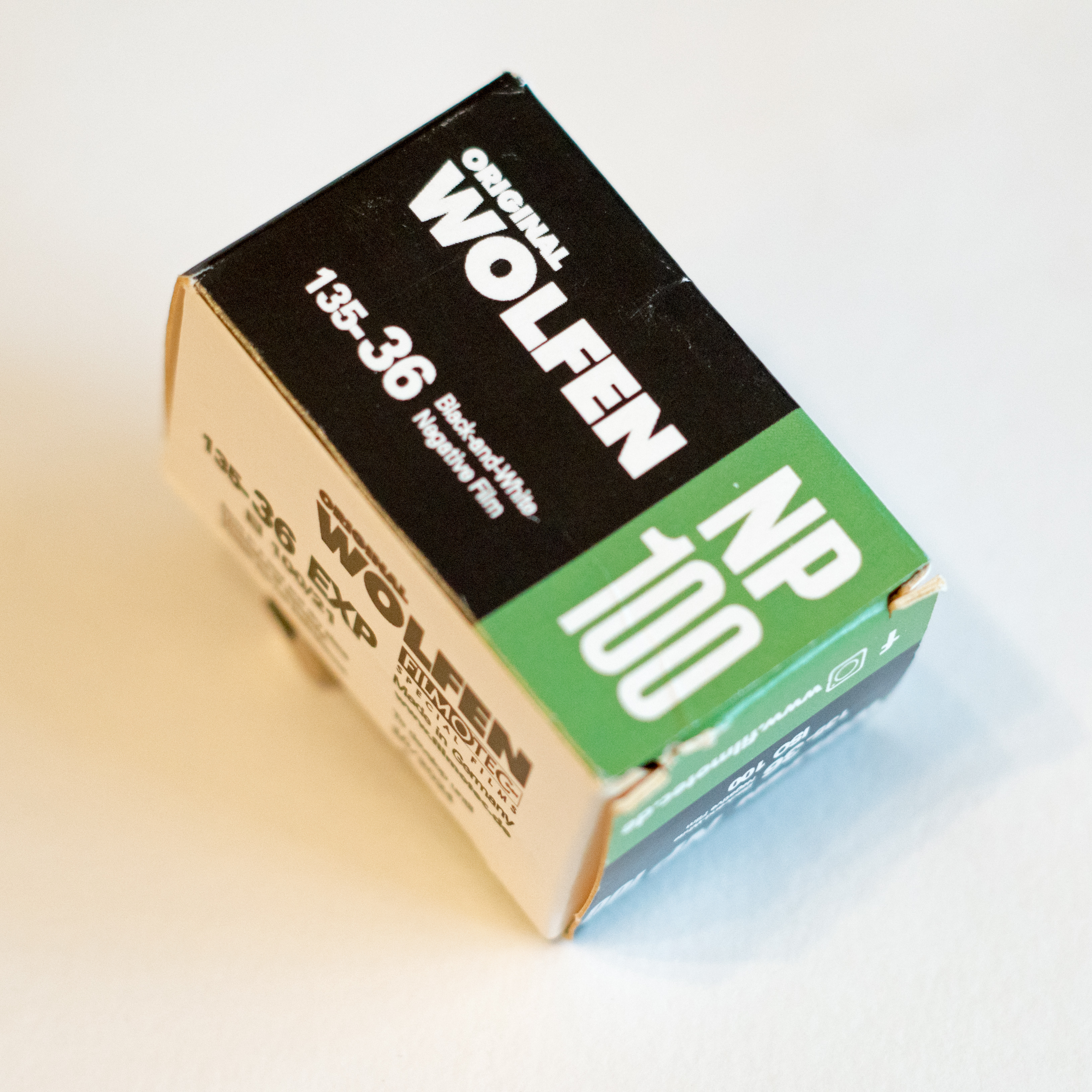
Film Original Wolfen 135-36, NP100, 2023, neu

2022 wurden neue Kleinbildfilme angekündigt: WOLFEN NC500, WOLFEN NP400 und WOLFEN NP100
WOLFEN NP400 (heute ORIGINAL WOLFEN P400) und WOLFEN NP100 sind Schwarz-Weiß-Filme mit 400 bzw. 100 ASA und NC500 ist ein Negativ-Farbfilm.

#### Insolvenz
Im März 2025 meldete ORWO Net Insolvenz an. Dadurch ist auch die Zukunft der Marke ORWO unsicher.

## Produkte und Verfahren

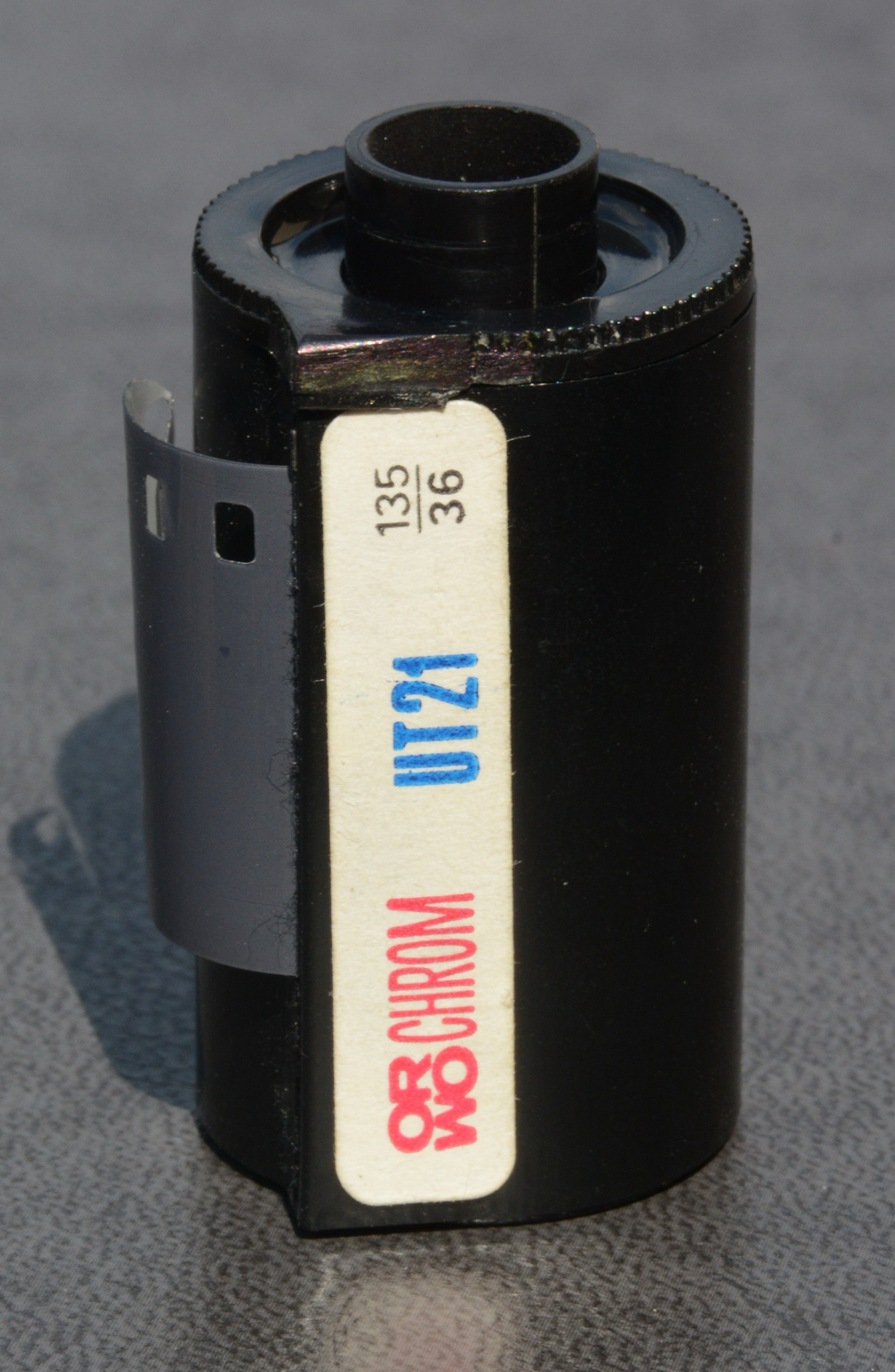
Orwochrom UT21 – Filmpatrone

Sowohl ORWO in der DDR als auch die Agfa stellten Farbfilme nach dem in den 1930er Jahren entwickelten Agfacolor-Verfahren her (diffusionsfeste Farbkuppler). Agfa-Gevaert stellte seine Filmmaterialien und Fotopapiere von 1978 (Farbnegativfilme) bis 1985 (Amateur-Farbumkehrfilme) auf das sogenannte Eastman-Color- bzw. Ektachrome-Verfahren um (ölgeschützte Farbkuppler, zum Beispiel C-41, E-6 und deren Vorgänger), wonach die Filme kompatibel mit Kodak, Fuji u. a. wurden. ORWO bereitete eine Umstellung analog zu ähnlichen Erwägungen in der UdSSR vor, konnte die Umstellung aber bis zum Ende der DDR nicht mehr vollziehen, was erhebliche Nachteile auf dem von Kodak dominierten Weltmarkt mit sich brachte. Das Agfa-Verfahren hatte gegenüber dem Kodak-Verfahren einige Nachteile. Die Farbstoffe (Farbkuppler) waren leicht wasserlöslich, was längere Wässerungszeiten nach der Fixage bedingte, darüber hinaus verlängerte eine aus den gleichen Gründen nicht auf das Kodak-Niveau anzuhebende Bädertemperatur die Entwicklung (25 °C gegen 37,8 °C). Beim Beguss der Materialien erlaubte das Agfacolor-Verfahren – wiederum der Eigenschaften der Kuppler geschuldet – nur geringere Laufgeschwindigkeiten der Maschinen. In den achtziger Jahren wurde an eigenen neuen Filmen geforscht, die nach dem Kodak-Verfahren arbeiteten. Diese wurden nach 1989 als Farbnegativfilm PR100 und QRS100 vertrieben, konnten sich jedoch trotz teils guter Testergebnisse nicht am Markt durchsetzen.
Die Schwarzweißnegativfilme trugen als Bezeichnung eine Kombination aus dem Kürzel NP (für Negativ Panchromatisch) und ihrer Empfindlichkeit in Grad DIN als nachgestellte Zahl. Angeboten wurden: NP10 (nur kurz im Handel), NP15, NP18, NP20, NP22, NP27 und NP30. Der NP30 (ASA 800) war bis 1989 nur als 120 Film erhältlich. Die Farbnegativfilme wurden analog mit NC (Negativ Color) und die Farbumkehr bzw. Diafilme entsprechend ihrer Abstimmung auf Tages- oder Kunstlicht mit UT (Umkehr Tageslicht) bzw. UK (Umkehr Kunstlicht) gekennzeichnet. Fotofarbnegativfilme waren anfangs der unmaskierte NC16 und etwas später der NC17 Mask, die beide durch den maskierten und mit DIR-Kupplern versehenen NC19 ersetzt wurden, welchem als letzter vor der Umstellung auf das C-41-Verfahren der NC21 folgte. Als Tageslichtdiafilme gab es UT18 und UT21 sowie später als Ergänzung den höherempfindlichen Typ UT23. Im Kunstlichtbereich gab es zunächst den Typ UK17, der später durch den UK20 ersetzt wurde. Neben den Fotofilmen gab es Kine-, Röntgen und Schmalfilme, die in den Spezifikationen und Empfindlichkeiten von den Fotofilmen abwichen.
Weiterhin stellte ORWO Fotopapiere sowie Magnetband-/Tonbandmaterial für den Amateur- und den Profibedarf einschließlich Datenspeicherung (EDV) her.
Durch die FilmoTec GmbH werden aktuell Aufnahmefilme (UN 54, N 75), Kopierfilme (PF2 V3), Duplikatfilme (DP 3, DP31, DN 2, DN 21), Ton-Negativfilme (TF 12d), Überwachungsfilme (P 400), Leaderfilme (LF 10, LF 3, LF 4), Holografiefilme (GF 40, HF 53, HF 55, HF 65) und Spezialfilme hergestellt. Das Unternehmen ist seit 2018 an verschiedenen Forschungsvorhaben, u. a. dem Horizon 2020-Forschungsvorhaben piqlFilm-GO beteiligt, um die digitale Archivierung von Informationen mit fotografischem Film zu verbessern.

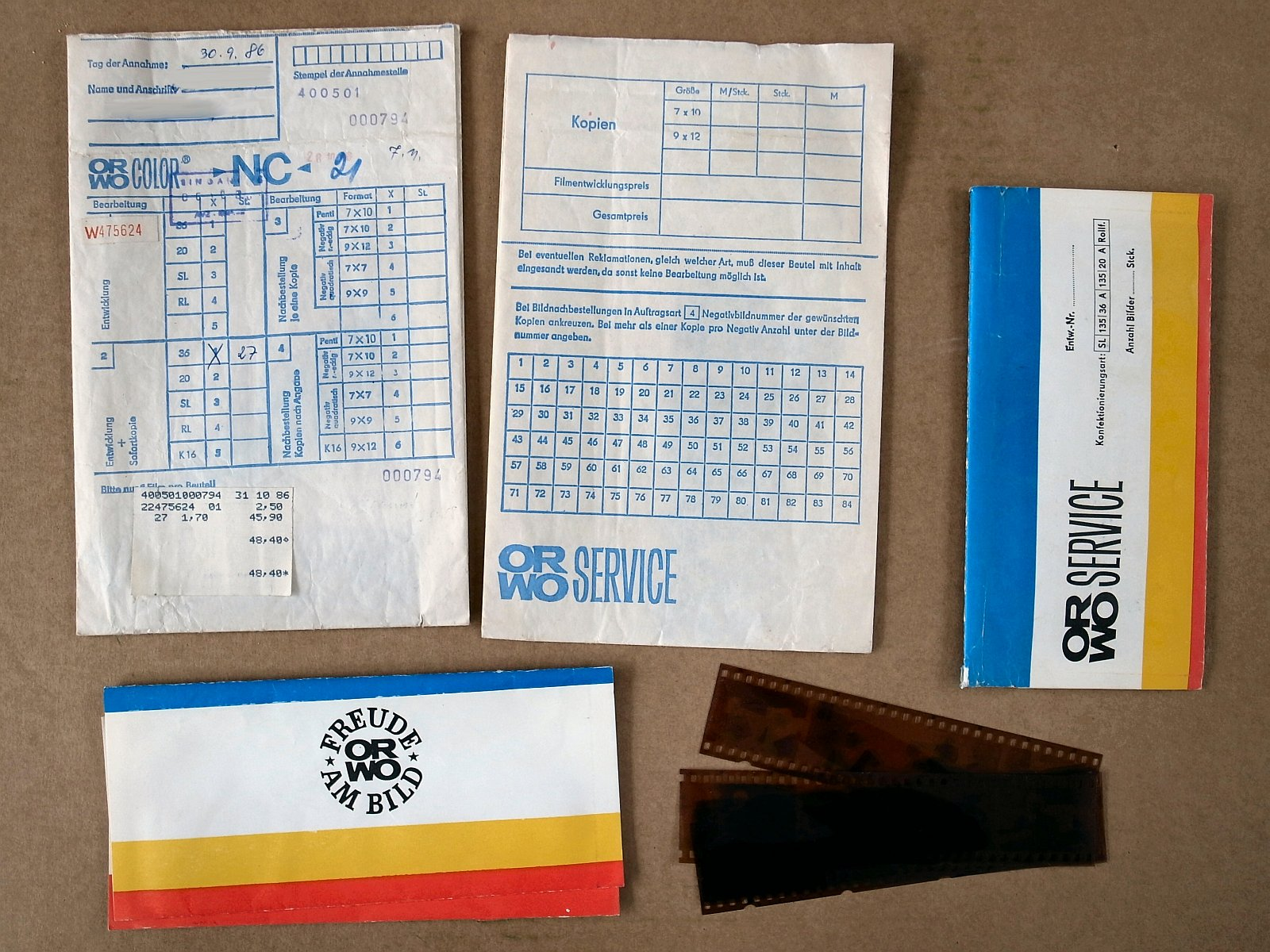
Bildbestellung 1986 (DDR)
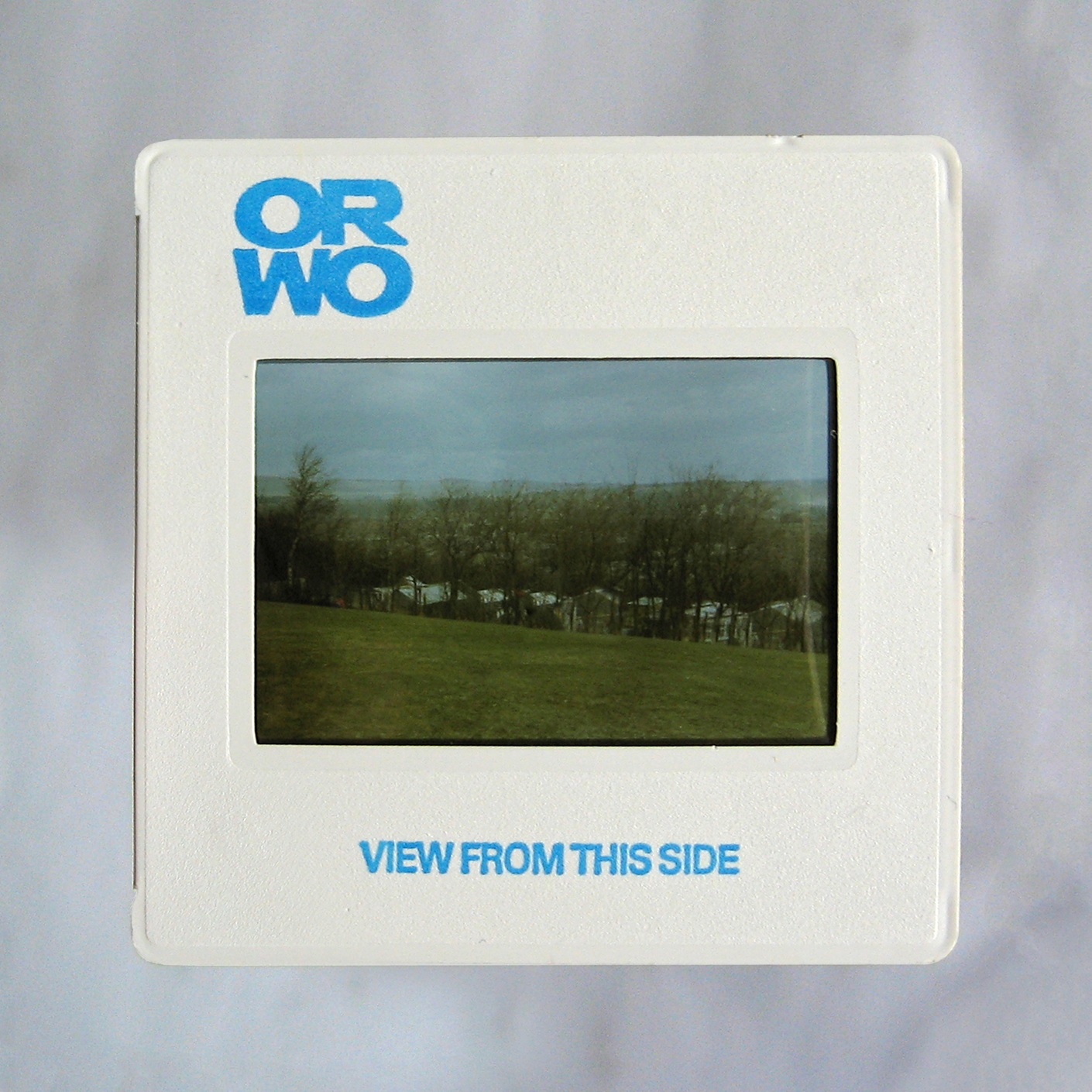
ORWO gerahmtes Diapositiv (vor 1990)
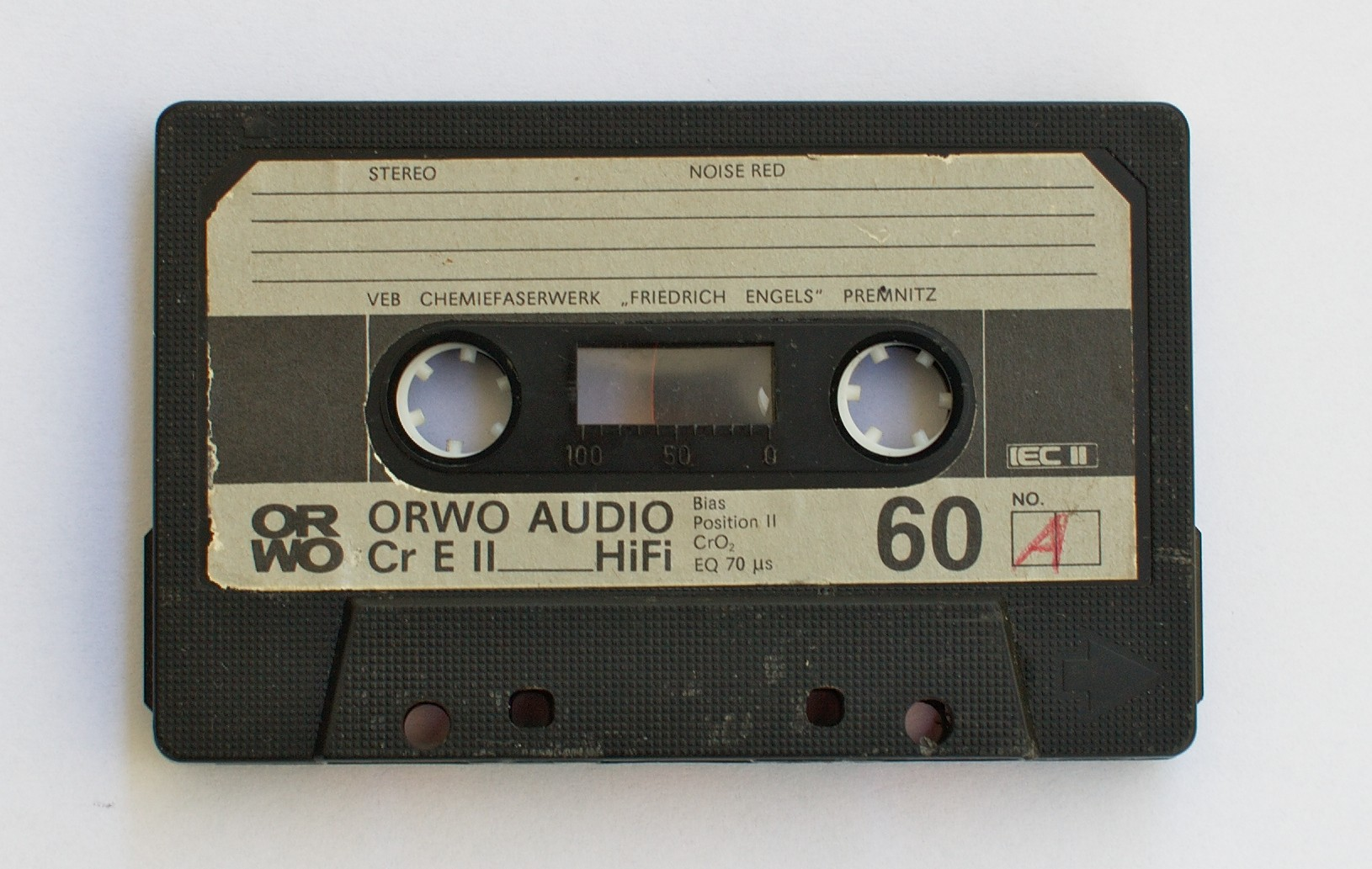
ORWO Chrome Audio Kassette (vor 1990)
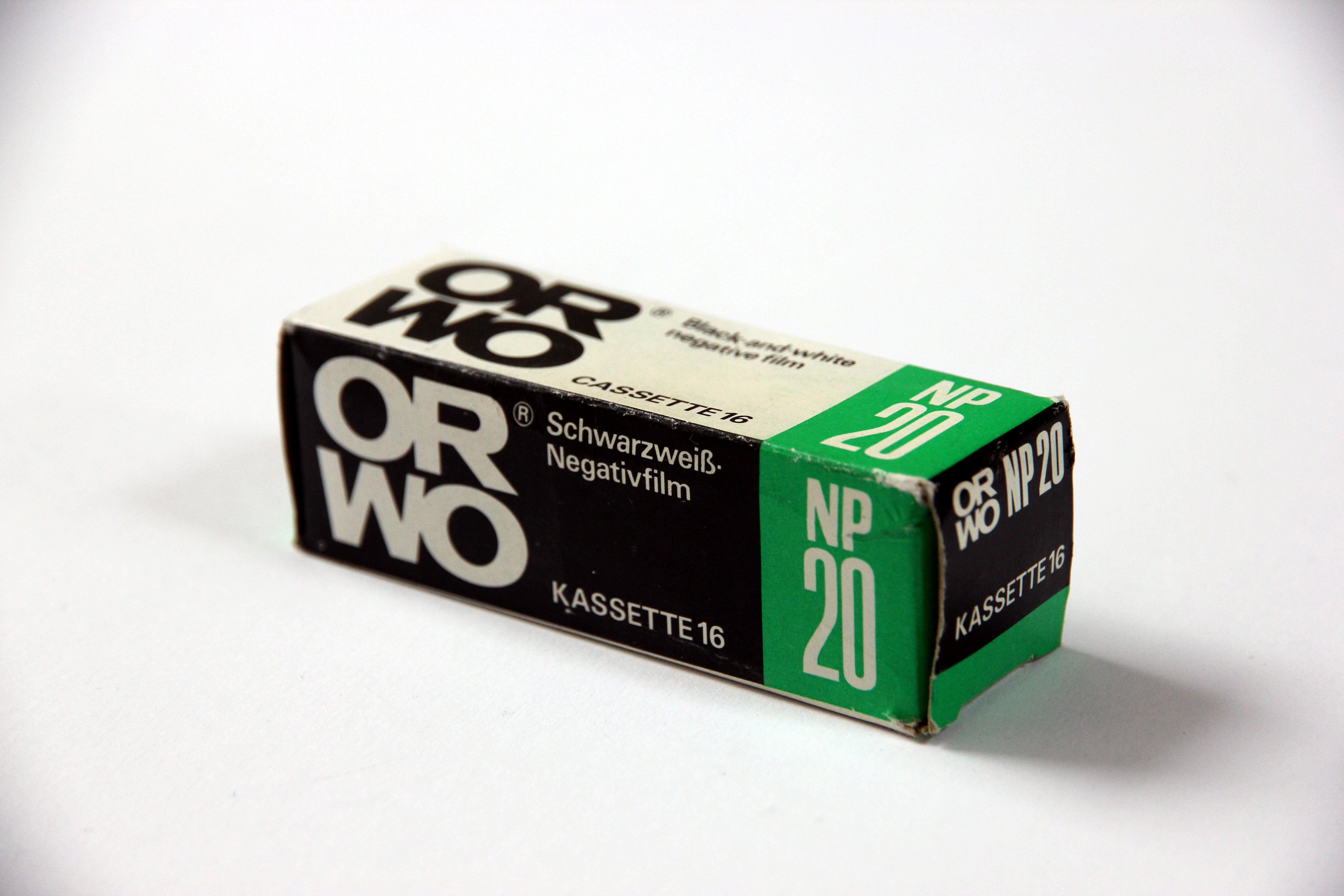
ORWO NP20 K16 Film
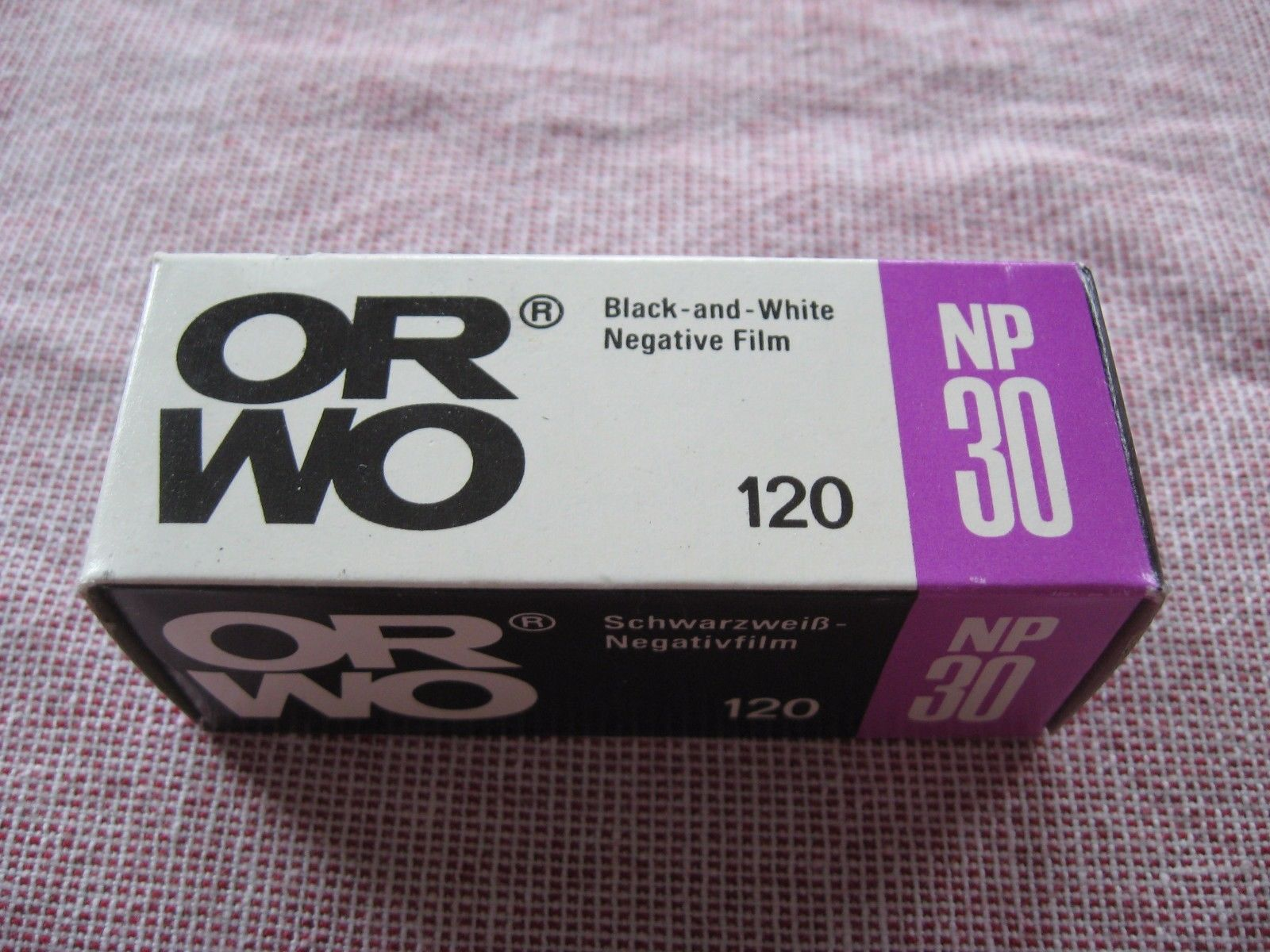
ORWO NP30 (1989)
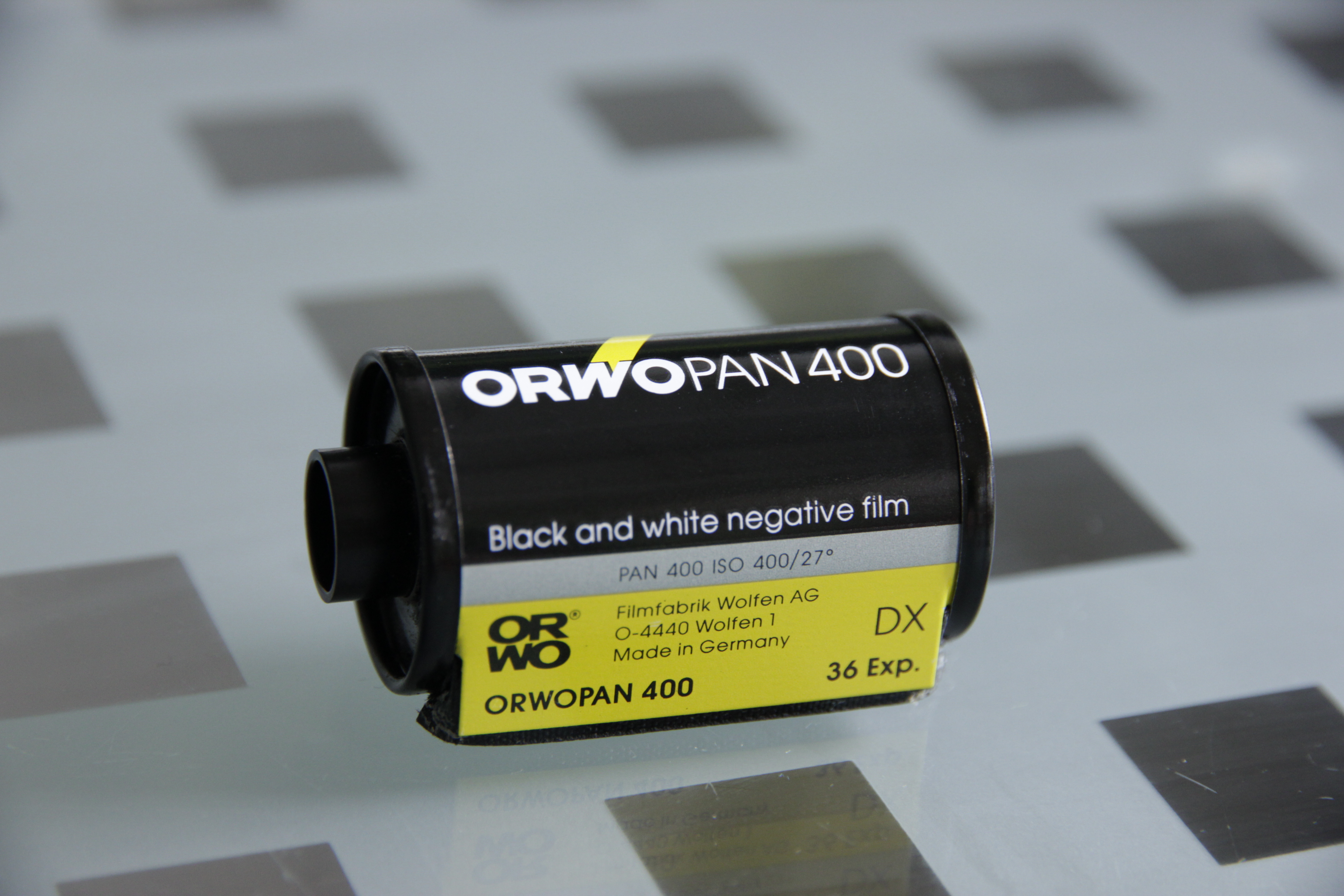
ORWO PAN 400 Filmpatrone (vor 1994)
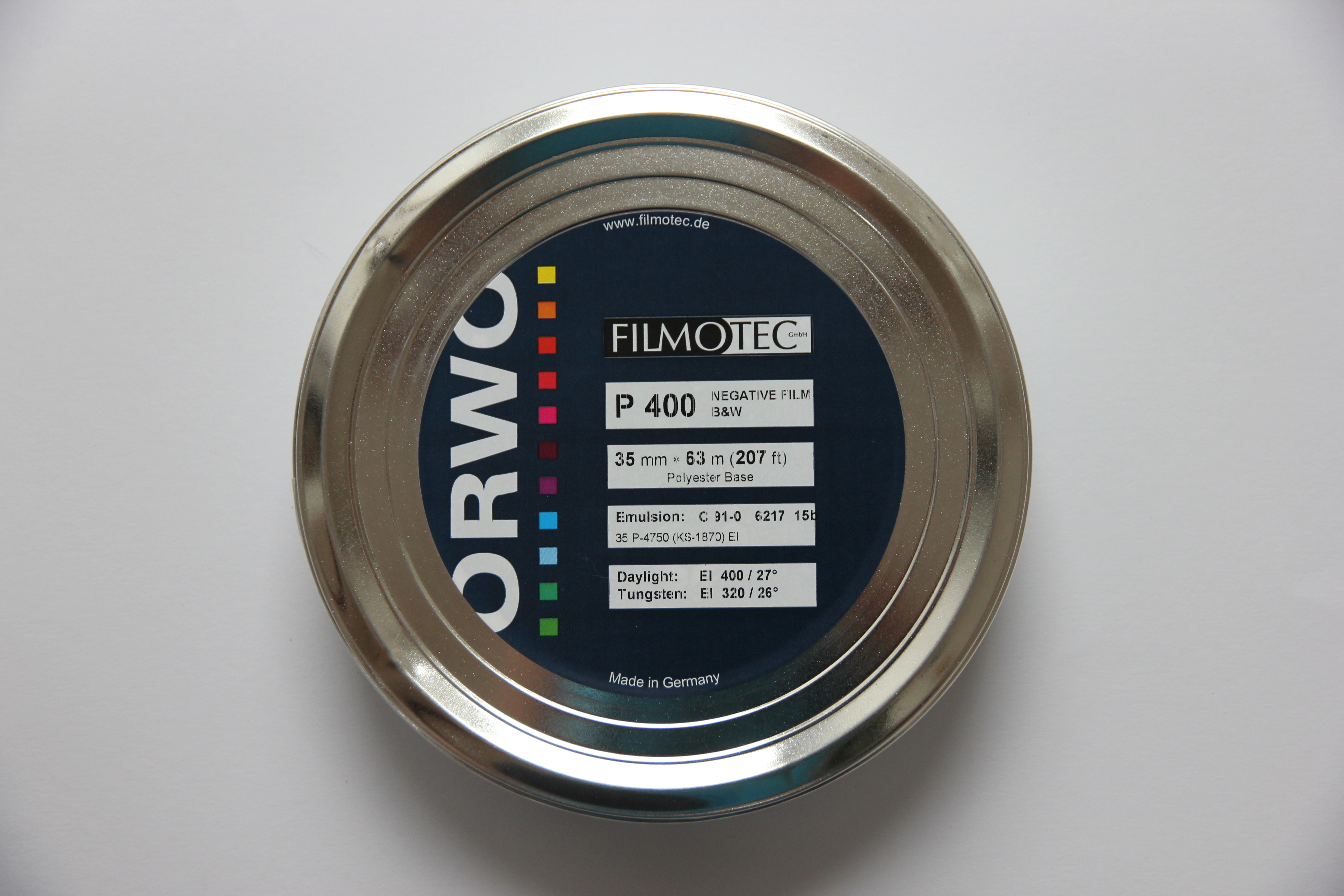
ORWO P400 (2020)

## Industrie- und Filmmuseum

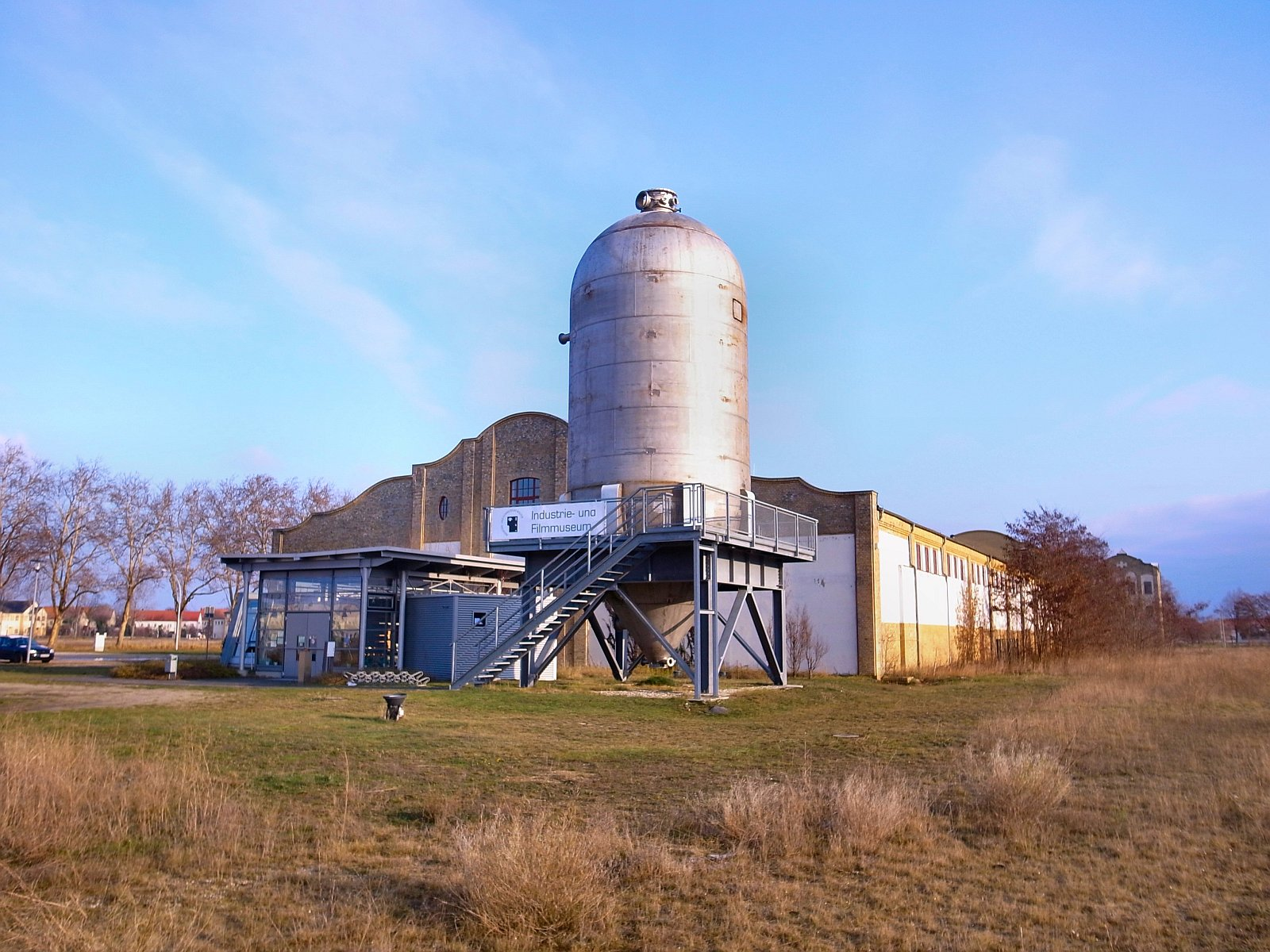
Industrie- und Filmmuseum

Das Industrie- und Filmmuseum in Wolfen (51° 39′ 23,7″ N, 12° 15′ 45,3″ O) wurde ebenfalls in ein Gebäude ausgegliedert, in dem Agfa ihre Entwicklung großtechnisch umsetzte. Es berichtet über die Geschichte der Unternehmen Agfa und ORWO, der Region Bitterfeld-Wolfen und zeigt als einziges Museum der Welt an Maschinen aus den 1930er und 1940er Jahren die Herstellung von Rohfilm.

## Film
- Original Wolfen – Die Geschichte einer Filmfabrik, MDR-Dokumentation aus der Reihe Spurensuche in Ruinen, 2009